# Romana Roszak
Romana Roszak z domu Fornalik (ur. 1 października 1994 w Gostyniu) – polska piłkarka ręczna, środkowa rozgrywająca, od 2015 zawodniczka AZS-u Koszalin.

## Kariera sportowa
Wychowanka UKS-u Borek Wielkopolski, treningi rozpoczęła w czwartej klasie szkoły podstawowej, występując początkowo na skrzydle, a później na rozegraniu. W trakcie nauki w liceum była zawodniczką UKS-u Conrad Gdańsk, z którym w 2013 zdobyła mistrzostwo Polski juniorek i została królową strzelczyń turnieju finałowego (55 bramek). Jednocześnie w sezonie 2012/2013 występowała w drużynie seniorek UKS PCM Kościerzyna, będąc jej najlepszą strzelczynią w I lidze (91 goli). W 2013 została zawodniczką Pogoni Szczecin, w barwach której zadebiutowała w Superlidze. W lutym 2015 przeszła do AZS-u Koszalin. W sezonie 2016/2017 była jego najskuteczniejszą zawodniczką w rozgrywkach ligowych – w 32 meczach rzuciła 165 goli, zajmując 7. miejsce w klasyfikacji najlepszych strzelczyń Superligi.
W 2011 wystąpiła w mistrzostwach Europy U-17 w Czechach, podczas których zagrała w siedmiu meczach i zdobyła osiem goli. W 2012 uczestniczyła w otwartych mistrzostwach Europy U-18 w Szwecji (7. miejsce). Grała również w młodzieżowej reprezentacji Polski, m.in. w kwalifikacjach do mistrzostw Europy U-19 i mistrzostw świata U-20. Powoływana była również do akademickiej reprezentacji Polski.
W reprezentacji Polski seniorek zadebiutowała 17 marca 2017 w przegranym meczu z Białorusią (23:24), natomiast pierwszą bramkę w narodowych barwach zdobyła następnego dnia w wygranym spotkaniu z Ukrainą (26:17). W grudniu 2017 uczestniczyła w mistrzostwach świata w Niemczech, podczas których rzuciła 12 goli w siedmiu meczach. Zagrała też na mistrzostwach Europy w 2020 oraz mistrzostwach świata w 2021.

## Sukcesy
Indywidualne
- 7. miejsce w klasyfikacji najlepszych strzelczyń Superligi: 2016/2017 (165 bramek; AZS Koszalin)[5]